# ライプツィヒ
座標: 北緯51度20分25.2秒 東経12度22分29.1秒 / 北緯51.340333度 東経12.374750度
ライプツィヒ（ドイツ語:  Leipzig）は、ザクセン州に属するドイツの都市である。人口は約62万人。ザクセン州では州都ドレスデンをやや上回って最大の都市で、旧東ドイツ地域ではベルリンに次いで2番目である。日本語ではライプチヒとも表記される（表記参照）。南部ドイツ語ではライプツィクと発音されることもある。
バッハやメンデルスゾーンそしてヴァーグナーらゆかりのドイツを代表する音楽の街、またベルリンの壁崩壊、ひいては東西両ドイツの統一の端緒となった住民運動の発祥地として知られる。

## 表記
日本語表記においては本項で用いるライプツィヒのほか、外来語表記の慣用によるライプチヒとするものも多い。その他、ライプチッヒ、ライプツィッヒとするものも見られる。ライプツィヒはドイツ語的な発音の地名に聞こえるが、ラテン語ではリプシア（Lipsia）と呼ばれ、もともとはスラブ語のセイヨウシナノキ（ドイツ語でリンデンバウム）を意味する言葉から出ていて、ロシアのリペツク、ラトビアのリエパーヤ（Liepāja）と語源を共有している。

## 地理

### 地勢
ザクセン州北西部のライプツィヒ盆地に位置し、約30km北西にハレ、約100km南東にドレスデン、約160km北東に首都ベルリンがある。ドイツ中部圏（Metropolregion Mitteldeutschland）の中央に位置する同圏の中心都市である。

市内中心部にはリング（Ring）と呼ばれる環状大通りが一周しており、これに囲まれた部分は中世以来の都心部として特に中心街（Innenstadt）と呼ばれる。リングはかつての市壁（街自体を囲む城壁）の外周を巡っていた遊歩道跡で、近世以降その外側へと市街地が拡大していった。中心街は直径約1kmの円状をなし、その中央にマルクト広場（Marktplatz）が位置する。

### 気候
気候は大陸性気候に属し、年平均気温は約8℃。夏季でも気温が30℃を超えることはまれであるが、1992年には38℃の過去最高気温を記録している。冬の気温の最低記録は1987年の-24.1℃。 真冬には多くのドイツの地域と同様降雪が見られ、雪に覆われる。氷点下になることがよくあり、2010年の0℃以下記録日数は62日であった。
| ライプツィヒの気候                       | ライプツィヒの気候 | ライプツィヒの気候 | ライプツィヒの気候 | ライプツィヒの気候 | ライプツィヒの気候 | ライプツィヒの気候 | ライプツィヒの気候 | ライプツィヒの気候 | ライプツィヒの気候 | ライプツィヒの気候 | ライプツィヒの気候 | ライプツィヒの気候 | ライプツィヒの気候 |
| 月                                       | 1月                | 2月                | 3月                | 4月                | 5月                | 6月                | 7月                | 8月                | 9月                | 10月               | 11月               | 12月               | 年                 |
| ---------------------------------------- | ------------------ | ------------------ | ------------------ | ------------------ | ------------------ | ------------------ | ------------------ | ------------------ | ------------------ | ------------------ | ------------------ | ------------------ | ------------------ |
| 平均最高気温 °C （°F）                   | 3.2 (37.8)         | 4.1 (39.4)         | 8.7 (47.7)         | 13.0 (55.4)        | 18.6 (65.5)        | 21.5 (70.7)        | 23.7 (74.7)        | 23.9 (75)          | 19.3 (66.7)        | 13.7 (56.7)        | 7.2 (45)           | 4.0 (39.2)         | 13.41 (56.15)      |
| 日平均気温 °C （°F）                     | 0.7 (33.3)         | 1.1 (34)           | 5.0 (41)           | 8.4 (47.1)         | 13.4 (56.1)        | 16.5 (61.7)        | 18.5 (65.3)        | 18.6 (65.5)        | 14.8 (58.6)        | 9.9 (49.8)         | 4.5 (40.1)         | 1.7 (35.1)         | 9.43 (48.97)       |
| 平均最低気温 °C （°F）                   | −1.9 (28.6)        | −2.0 (28.4)        | 1.2 (34.2)         | 3.7 (38.7)         | 8.1 (46.6)         | 11.4 (52.5)        | 13.3 (55.9)        | 13.3 (55.9)        | 10.2 (50.4)        | 6.0 (42.8)         | 1.8 (35.2)         | −0.7 (30.7)        | 5.37 (41.66)       |
| 雨量 mm （inch）                         | 30.9 (1.217)       | 26.7 (1.051)       | 36.5 (1.437)       | 42.4 (1.669)       | 42.1 (1.657)       | 55.1 (2.169)       | 58.2 (2.291)       | 58.6 (2.307)       | 44.5 (1.752)       | 35.8 (1.409)       | 37.1 (1.461)       | 38.9 (1.531)       | 506.8 (19.951)     |
| 平均降雨日数 （≥1.0 mm）                 | 8.1                | 6.6                | 8.0                | 7.6                | 8.5                | 9.4                | 8.8                | 8.1                | 7.6                | 7.3                | 7.9                | 8.9                | 96.8               |
| 出典：World Meteorological Organization. |                    |                    |                    |                    |                    |                    |                    |                    |                    |                    |                    |                    |                    |

## 歴史

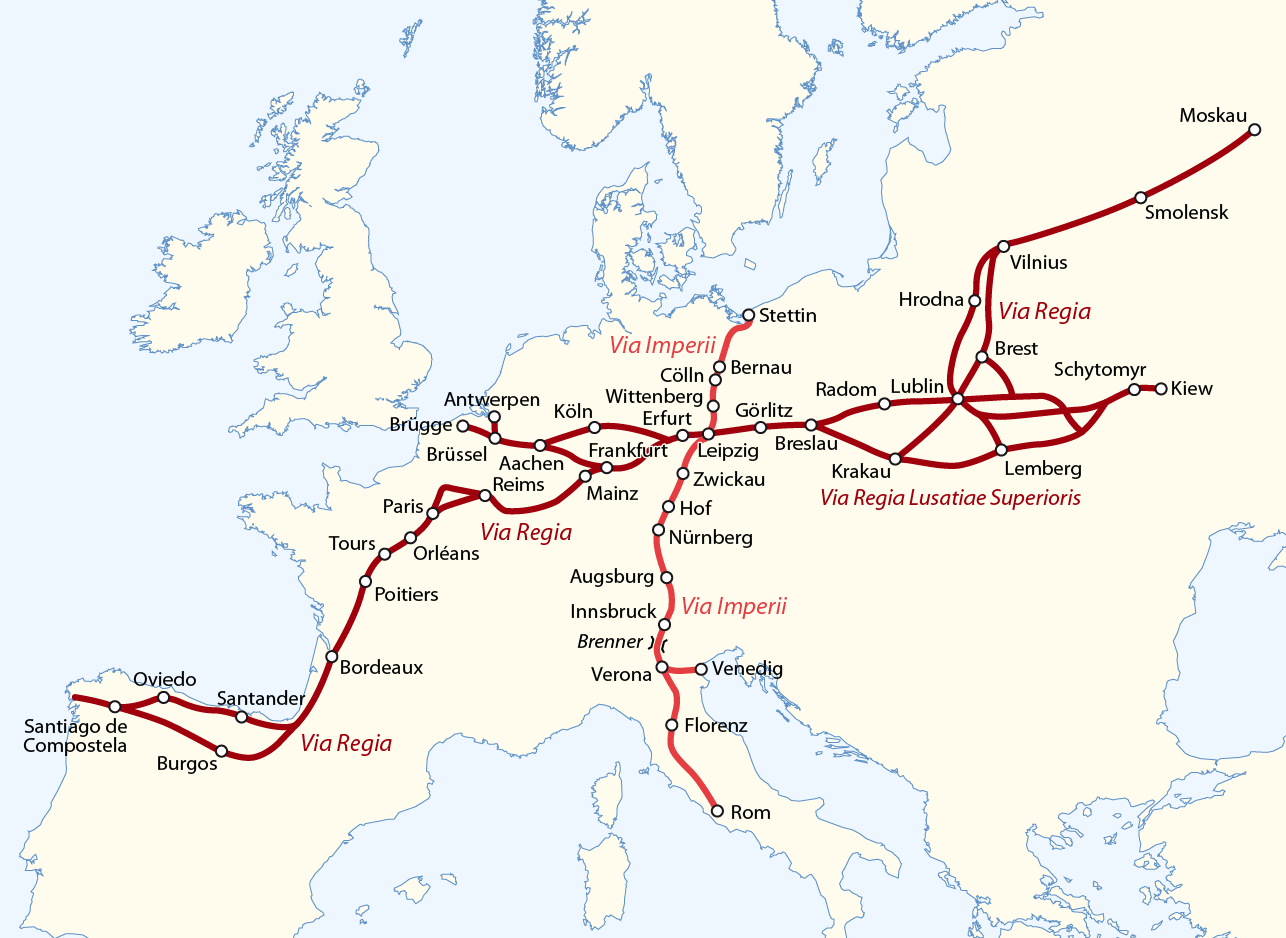
2つの通商街道、Via Regia（国王の道）とVia Imperii（帝国の道）

中世10世紀頃、この地を流れるエルスター川とパルテ川の合流地点近く（現在の中心街北西の一角）のスラヴ系ソルブ人の集落に、ドイツ人により城砦が築かれたことが街の始まりとされている。これを表す "urbs Libzi" という名称は1015年に初めて史料に現れる（地名の元になっている lipa は古ソルブ語で「菩提樹」の意）。このため、日本でも稀に菩提樹市と称される場合がある。ちなみに明治時代に日本で用いられた漢字表記は来責府である ）。

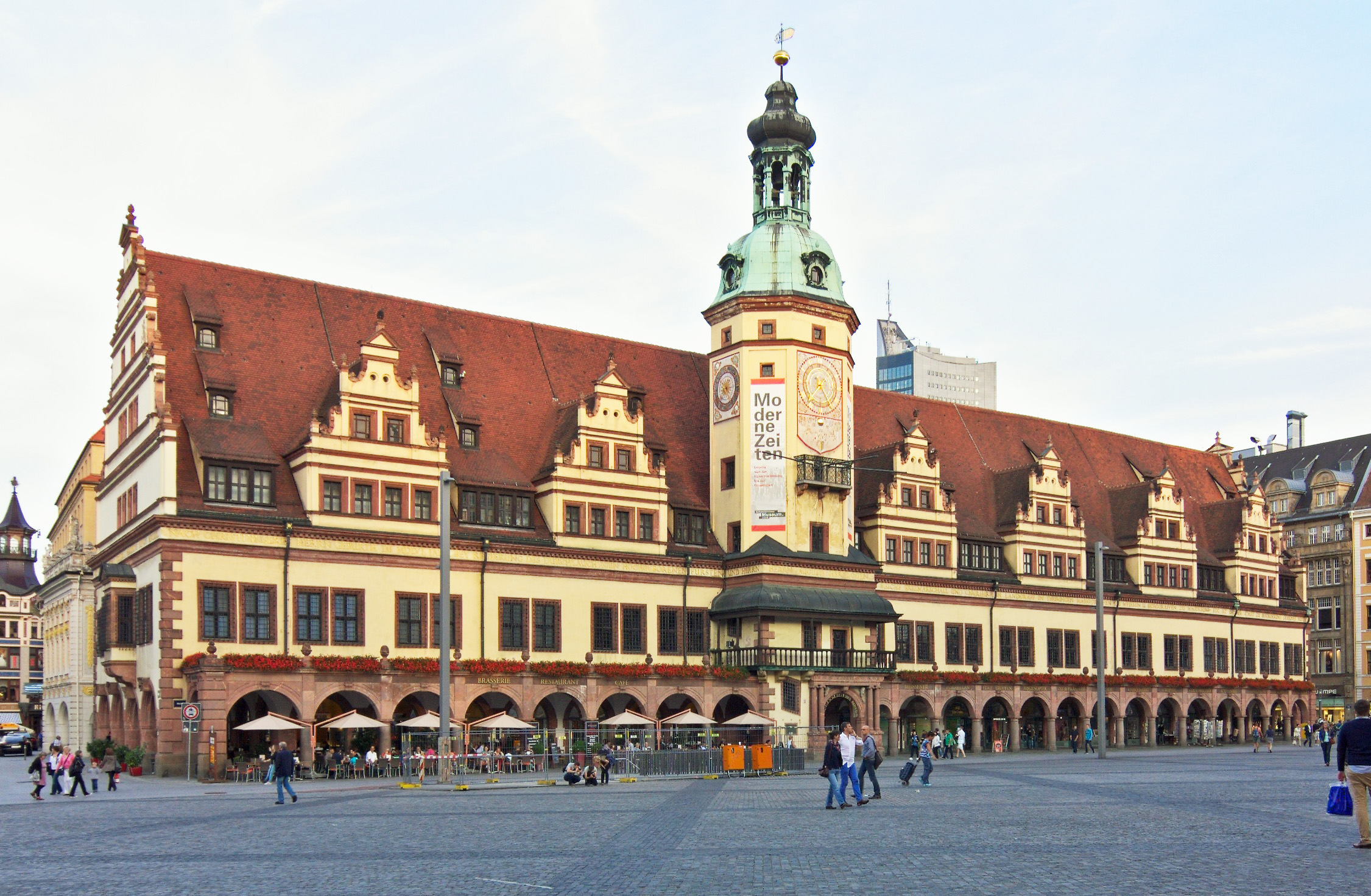
旧市庁舎 （1557年完成のドイツを代表するルネッサンス建築物の一つ）

東方植民に続いてやがてヨーロッパ大陸を縦横に貫く2つの通商街道が形成され、広範囲の交易が盛んになると、ライプツィヒはちょうどその交差点に位置する町として神聖ローマ帝国有数の商都へと発展してゆく。王侯貴族や司教の拠点としてではなく商人の町として1165年には都市権・市場権を獲得し、商人たちの守護聖人である聖ニコラウスに捧げられた市内最初の教会・ニコライ教会が創建された。興隆に伴って入植者が増加してゆき、1212年にはアウグスチノ会トーマス修道院（現・トーマス教会）とそれに付属するトーマス学校が創設された。1409年に同修道院内に開学したライプツィヒ大学は、現在のドイツ国内で最古の大学の一つである。15世紀に入ると、「大市開催地として国際的な意義を獲得した」 。16世紀にはルターが当地で信仰をめぐる論争を繰り広げ（ライプツィヒ討論）、ライプツィヒは後に彼によってプロテスタント化された。

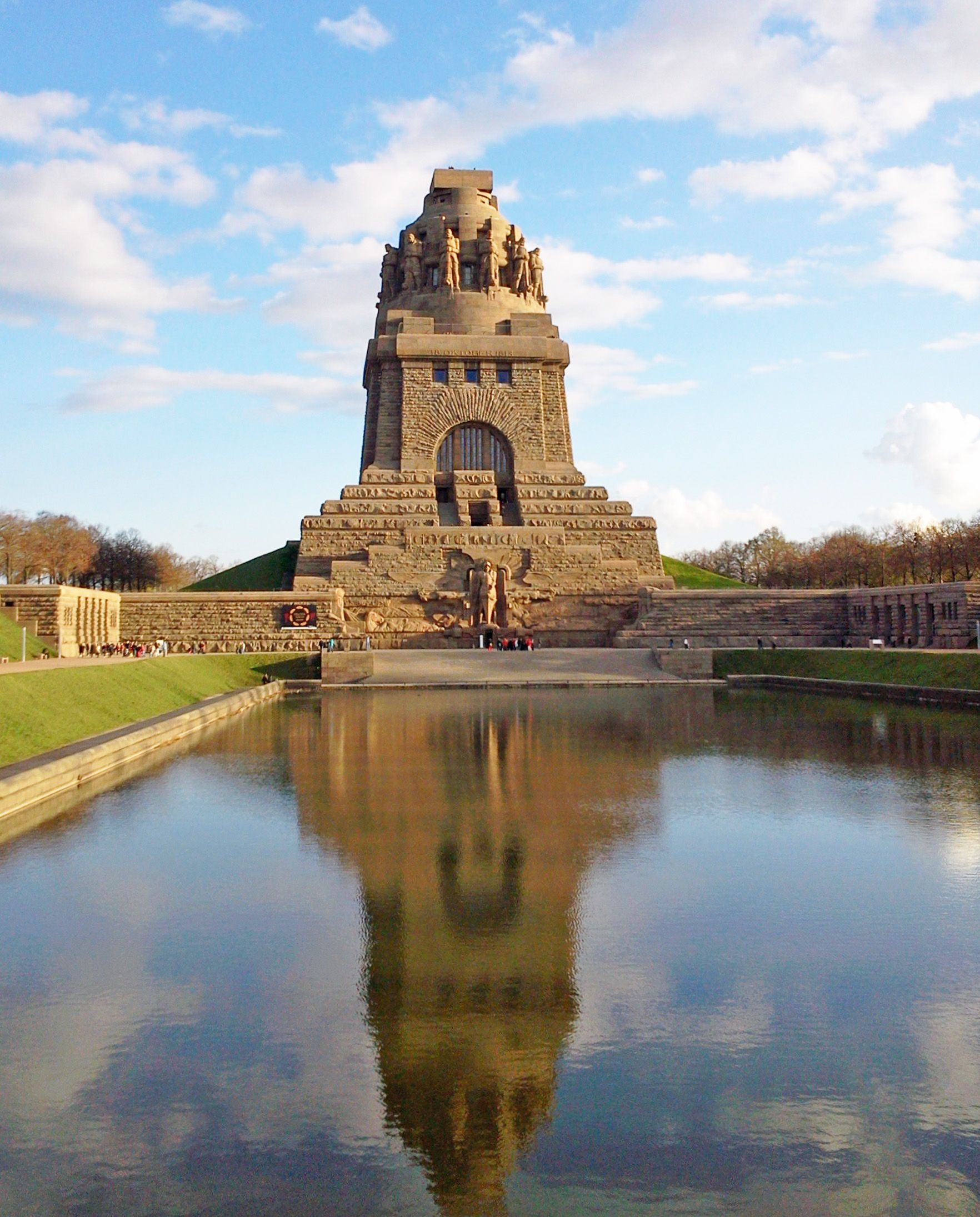
諸国民戦争記念碑 （戦闘から100年となる1913年、古戦場中央に建設されたヨーロッパ最大の記念建造物）

ザクセン選帝侯領の都市となった近世以降のライプツィヒは、三十年戦争（ブライテンフェルトの戦い・リュッツェンの戦い）の混乱を挟みつつメッセ（後述の「見本市」参照）の開催地としてヨーロッパ屈指の商都へと成長してゆく。そして17世紀後半から「時計職、馬具職、鞣皮職、染色職などのインヌンク（ギルド）が続々と成立した」ように手工業が栄えた。それと共に市民層による各時代の芸術・文化が花開き、18世紀にはドイツ地方初のコーヒー店が登場し、テレマンやバッハが市民の音楽活動を率い、ゲヴァントハウス管弦楽団が創設された。1813年にはナポレオン戦争中最大規模の戦いとなった諸国民戦争（ライプツィヒの戦い）が行われ、ナポレオン1世麾下のフランス軍19万と、プロイセン・ロシア帝国・オーストリア帝国・スウェーデンの連合軍36万が激突する舞台となった。
戦乱から復興後のライプツィヒは商業と並んで学芸、とりわけ西洋音楽における中心地として栄華を極める。19世紀のライプツィヒはウィーン、パリと共にヨーロッパを代表する音楽の都として名を馳せ、この時代にメンデルスゾーンやシューマンらが活躍した。工業化時代に入ると、ライプツィヒはその強固な経済基盤の下で工業都市として急速に発展し、それと共にドイツにおける社会民主主義運動や婦人運動の重要な拠点となった。ドイツ帝国・ヴァイマル共和国有数の大都市として更なる拡大を見せ、1931年には人口71万9千人を数えた（現在までの最高記録）。
第二次大戦による惨禍の後、ライプツィヒのある中部ドイツはソ連占領区となり、1949年にそれがドイツ民主共和国（東ドイツ）となった。社会主義化したこの時代にはドレスデン、カール・マルクス・シュタット（現・ケムニッツ）と共に東ドイツの主要工業地域を形成した。メッセは社会主義政権下でも継続され、西側世界との貴重な窓口となった。東ドイツ時代末期の1989年にはニコライ教会での集会を発端とする「月曜デモ」と呼ばれる反体制運動が起き、これが東ドイツにおける民主化運動の出発点となった。当地の市民蜂起に始まり、ベルリンの壁崩壊、そして東西ドイツが犠牲者を出すことなく統一された一連の出来事は、現在東欧革命の一部として「東ドイツ平和革命（Friedliche Revolution）」と呼ばれる。

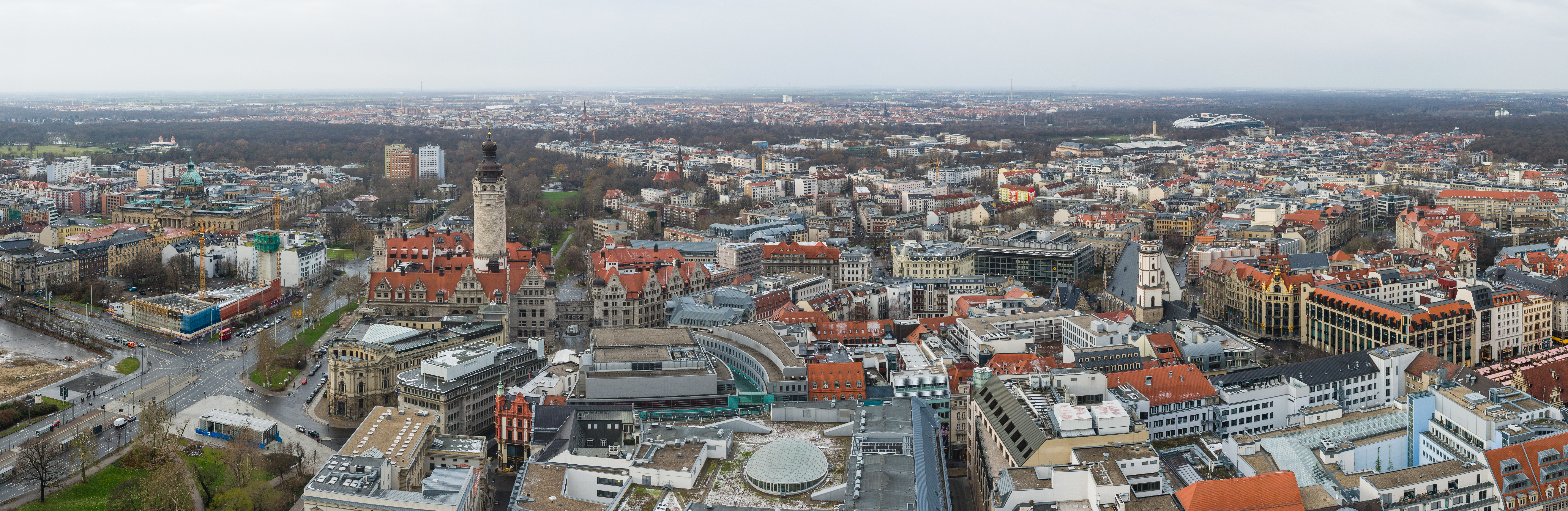
東側から見る中心街

ドイツ再統一後には街並みの修復や再開発、芸術・文化面の再興などで再び急速な変遷を遂げ、現在のドイツ中部圏を代表する文化・経済都市となっている。ポルシェやBMWの開発を担う新工場の建設や、アマゾンやヤマザキマザックによる拠点開設、そしてDHLのヨーロッパ・ハブのブリュッセルから当地への移転といった企業進出に加え、音楽に代表される文化的環境（後述）を生かした文化・創造産業も盛んである。
2015年には史料初出から1000年目を迎え、千年史記念祭の開催が予定されている。

## 政治

### 市長
1994年から市長は住民による直接選挙によって選出され、任期は7年間。また市長は、市議会議長も務めることとなっている。1998年に市長に就任したドイツ社会民主党（SPD）所属のヴォルフガング・ティーフェンゼーは、2005年に第1次メルケル内閣の運輸・建設・住宅大臣に任命されたため市長を辞任。後任には同じくSPD所属のブルクハルト・ユングが選出されている。ベルント・ザイデル
- 1945年-1949年: エーリヒ・ツァイグナー （SPD/SED）
- 1949年-1951年: マックス・オピッツ（ドイツ語版） （SED）
- 1951年-1959年: エーリヒ・ウルリッヒ（ドイツ語版） （SED）
- 1959年-1970年: ウォルター・クレッセ（ドイツ語版） （SED）
- 1970年-1986年: カール・ハインツ・ミュラー（ドイツ語版） （SED）
- 1986年-1989年: ベルント・ザイデル（ドイツ語版） （SED）
- 1989年-1990年: ギュンター・ヘトリッヒ（代行） （無所属）
- 1990年-1998年: ハインリック・レーマン・グルーベ（ドイツ語版） （SPD）
- 1998年-2005年: ヴォルフガング・ティーフェンゼー （SPD）
- 2005年-2006年: アンドレアス・ミュラー（代行） （SPD）
- 2006年-: ブルクハルト・ユング （SPD）

### 市議会

2024年市議選における地区別の最多得票政党

2024年に実施された市議会議員選挙の結果は以下の通り。
| 政党                  | 政党                               | 得票数  | %     | +/- | 議席数 | +/- |
| --------------------- | ---------------------------------- | ------- | ----- | --- | ------ | --- |
|                       | ドイツキリスト教民主同盟 (CDU)     | 173,343 | 18.9  | 1.4 | 13     | 0   |
|                       | 左翼党 (Die Linke)                 | 160,490 | 17.5  | 3.9 | 12     | 3   |
|                       | ドイツのための選択肢 (AfD)         | 155,506 | 17.0  | 2.1 | 12     | 1   |
|                       | 同盟90/緑の党 (Grüne)              | 137,614 | 15.0  | 5.7 | 11     | 4   |
|                       | ドイツ社会民主党 (SPD)             | 110,520 | 12.1  | 0.3 | 8      | 1   |
|                       | ザーラ・ワーゲンクネヒト同盟 (BSW) | 88,146  | 9.6   | New | 7      | New |
|                       | パルタイ (PARTEI)                  | 31,933  | 3.5   | 0.3 | 2      | 0   |
|                       | 自由民主党 (FDP)                   | 24,898  | 2.7   | 2.1 | 2      | 1   |
|                       | 自由な有権者 (FW)                  | 10,106  | 1.1   | 1.4 | 1      | 0   |
|                       | ドイツ海賊党 (Piraten)             | 9,759   | 1.1   | 0.3 | 1      | 0   |
|                       | Free Saxons (FS)                   | 8,965   | 1.0   | New | 1      | New |
|                       | ボルト・ドイツ (Volt)              | 2,391   | 0.3   | New | 0      | New |
|                       | dieBasis                           | 914     | 0.1   | New | 0      | New |
|                       | Garden 24                          | 829     | 0.1   | New | 0      | New |
|                       | Our Human Rights in Focus          | 223     | 0.0   | New | 0      | New |
| 有効票数              | 有効票数                           | 915,637 | 100.0 |     |        |     |
| 合計                  | 合計                               | 318,541 | 100.0 |     | 70     | ±0  |
| 有権者/投票率         | 有権者/投票率                      | 472,669 | 67.4  | 7.7 |        |     |
| 出典： Wahlen Leipzig |                                    |         |       |     |        |     |

## 交通

### 鉄道
ヨーロッパ最大の頭端式駅であるライプツィヒ中央駅があり、ドイツ中部圏における鉄道交通の要所である。同駅には一日700以上の列車が発着しており、ICE・RE・Sバーンなどが利用できる。ベルリン、フランクフルト（中央駅および空港長距離列車駅）、ミュンヘンといった国内の各主要都市に乗り換えなしで行くことが可能。特に首都ベルリンとは毎時間運行のICEで約1時間15分で連絡している。中央駅から中心街の地下を通って市街南部へと抜ける「シティー・トンネル（City-Tunnel Leipzig）」が2013年12月に開通、中心街直下に地下駅が開業。
ライプツィヒ交通公団（Leipziger Verkehrsbetriebe GmbH）の運営する都市交通も充実しており、市内を多くの路面電車やバスが走っている。

### 空路
ライプツィヒ・ハレ空港（Flughafen Leipzig/Halle）が市内中心部より北西約15kmの所にある。空港はハレとライプツィヒの間にあり、貨物ターミナルにはDHLのヨーロッパ・ハブが置かれている。旅客ターミナルは鉄道駅と直結しており、市街とはSバーンやIC、バスで結ばれている。上述のシティー・トンネル開通後は空港駅から中央駅・マルクト駅（マルクト広場直下）といった中心街各駅まで乗り換えなしでアクセス可能となった。

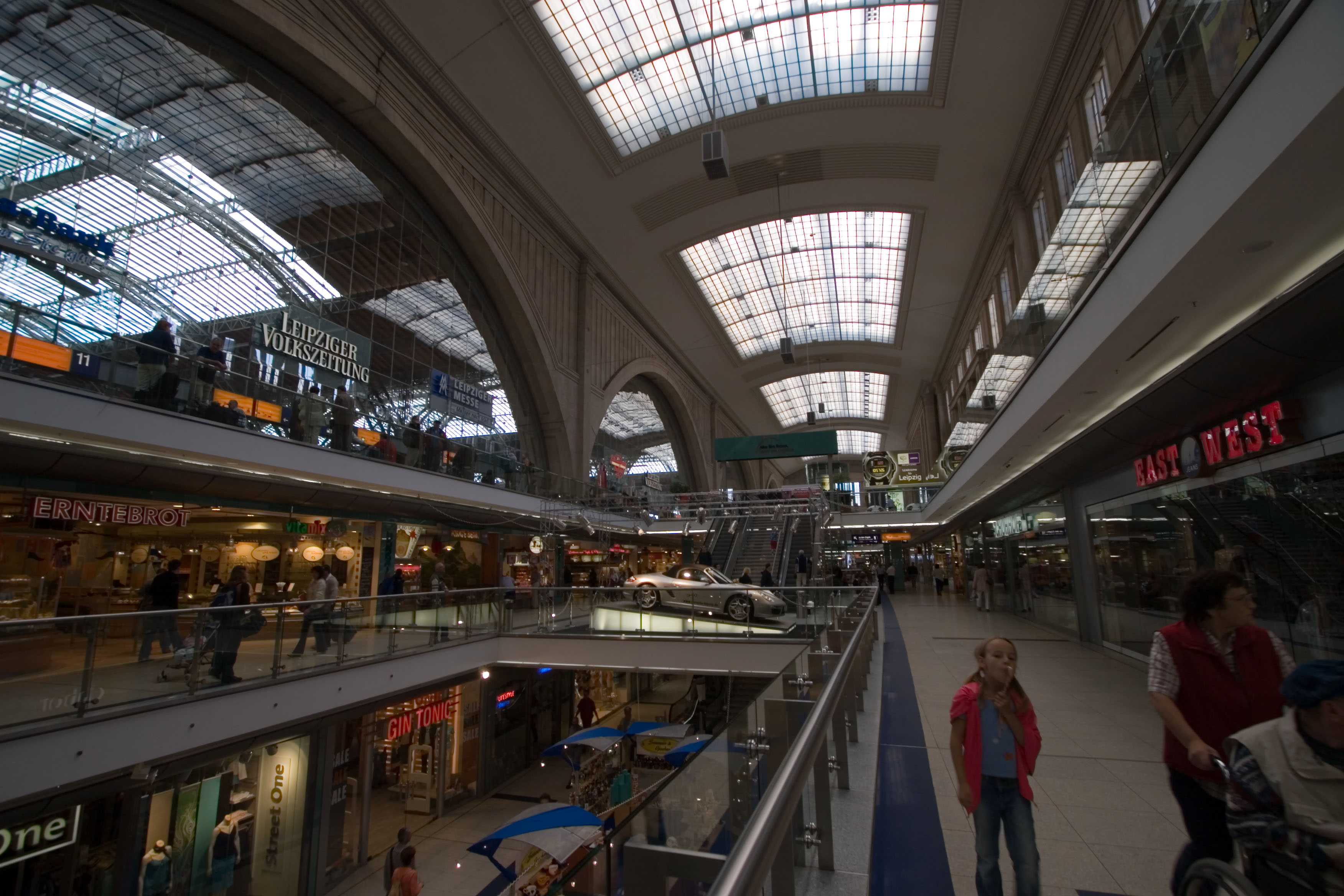
ライプツィヒ中央駅
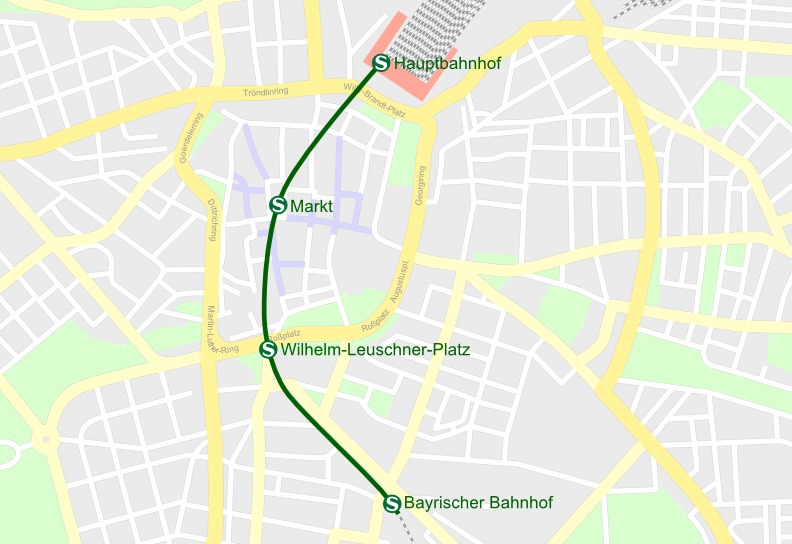
シティー・トンネルのルート図
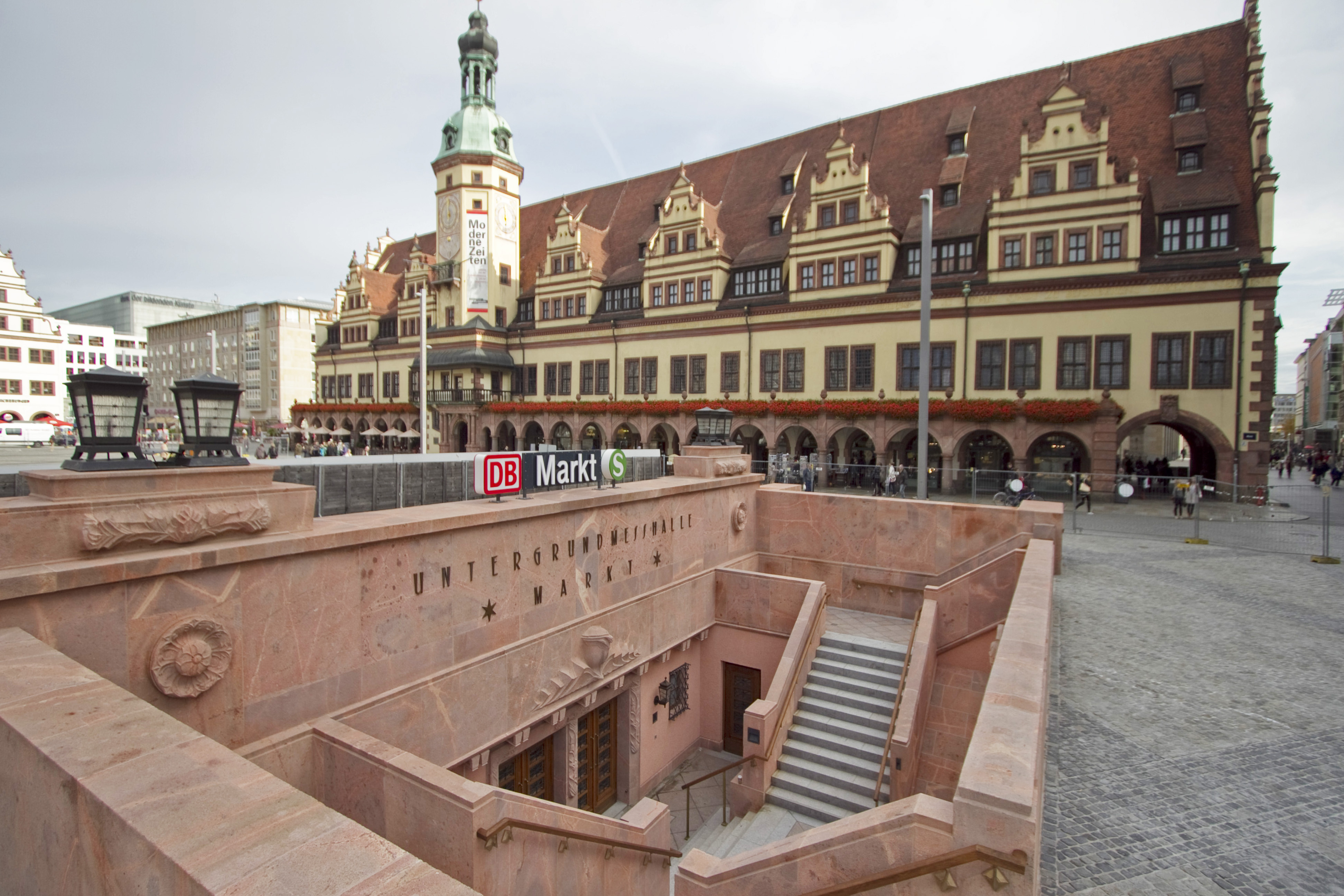
旧市庁舎とマルクト駅南口（1925年完成の地下見本市ホールの入口部分を転用したもの）
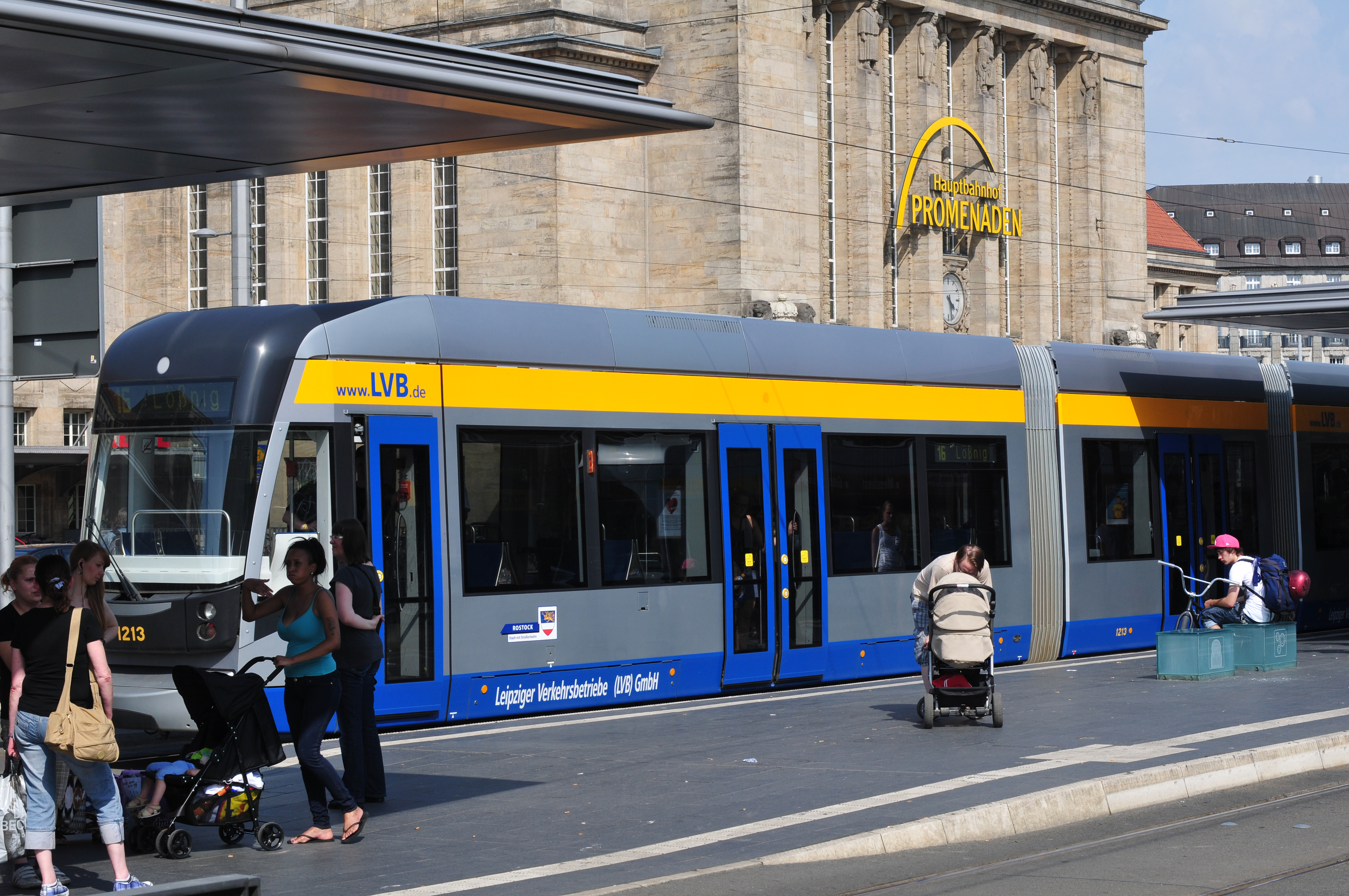
中央駅前に停車中の路面電車
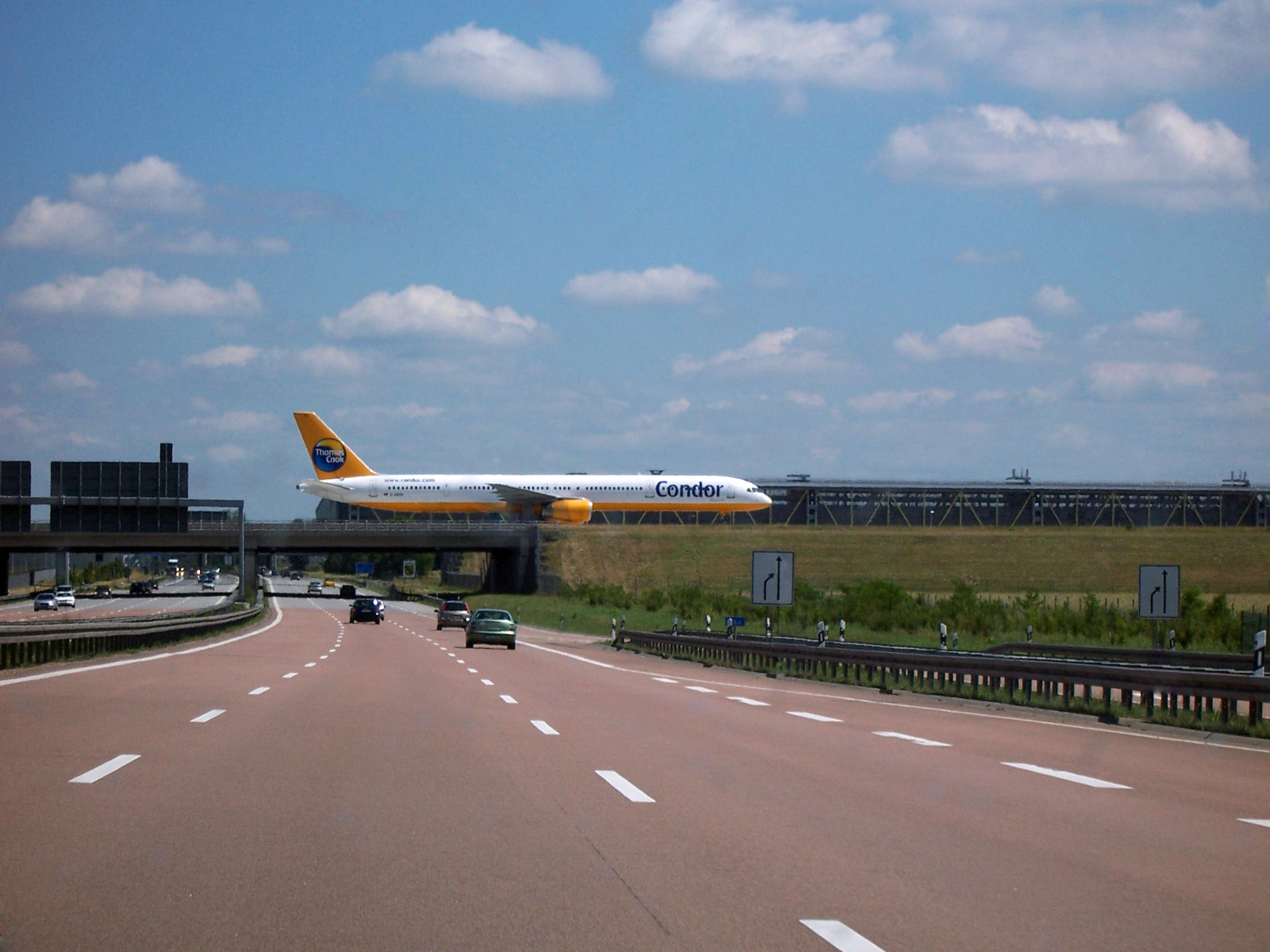
ライプツィヒ・ハレ空港（誘導路と高速道路が立体交差した珍しい構造）

## 文化
多彩な文化が栄えてきたライプツィヒは特に音楽の街として知られ、市街各地に音楽ゆかりの場所がある。芸術的環境やドイツで2番目に古い大学を有する都市として歴史上の様々な著名人がこの地へと集まった。また、世界で初めて日刊紙発行、見本市（ライプツィヒ・メッセ）開催がなされた都市である。ドイツ有数のスポーツの街としての一面も持つ。

### 音楽

#### 合唱団

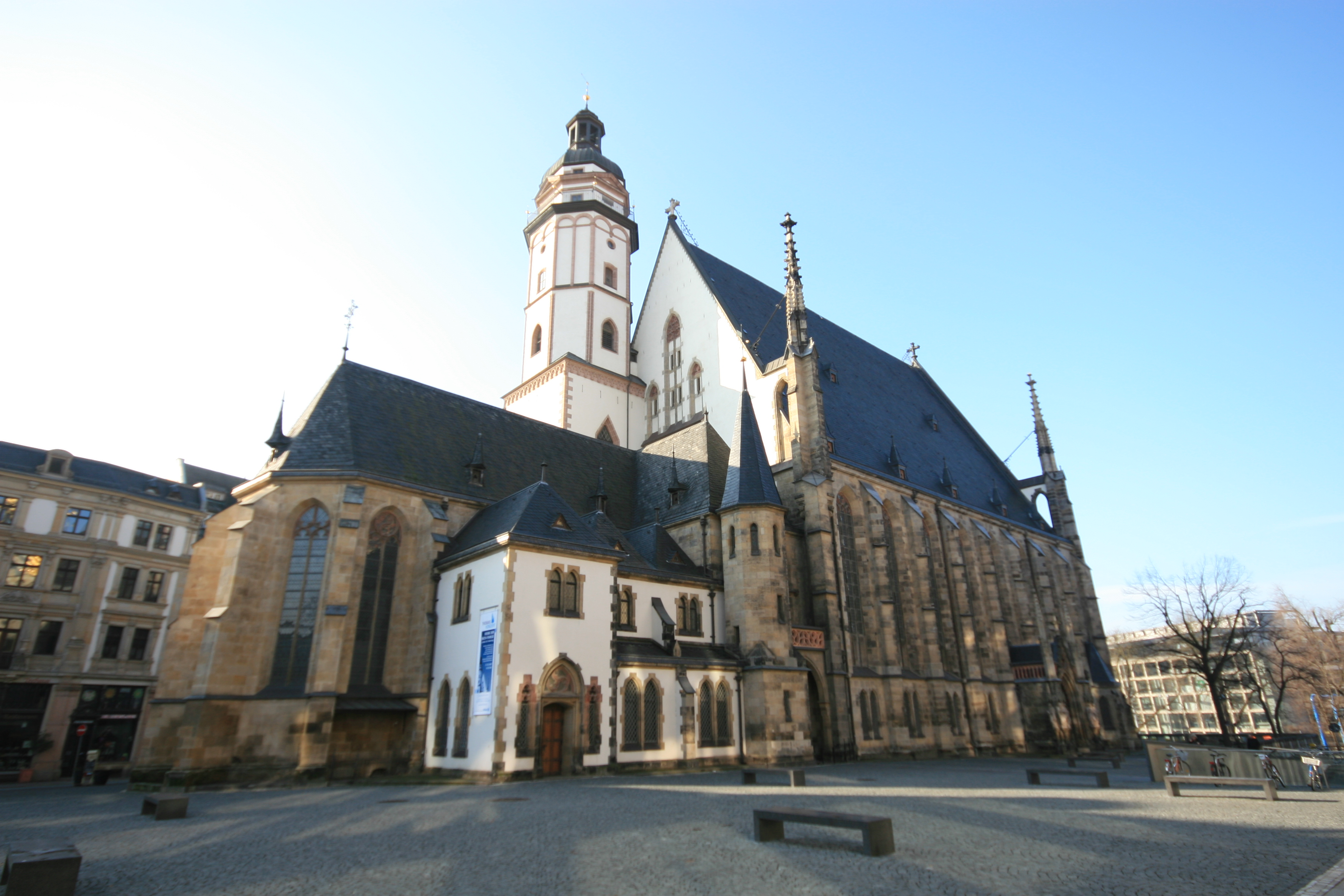
トーマス教会

トーマス教会少年合唱団（Thomanerchor）はトーマス修道院・トーマス学校と共に1212年に創設された市内最古の音楽団体で、その歴史を通しトーマス教会と市の中央教会であるニコライ教会を演奏の場としてきた。その指導者であり、市の音楽活動を統轄する立場にあったトーマス教会音楽監督（トーマスカントル）は近世以来ドレスデンの聖十字架教会と並んでドイツ・プロテスタント圏の教会音楽をリードしてきた。
歴代のトーマスカントルの中ではヨハン・ゼバスティアン・バッハ（任期：1723～50年）が最も著名で、ここで『ヨハネ受難曲』『マタイ受難曲』『クリスマス・オラトリオ』といった代表的作品が創作・初演された。合唱団は現在でも毎週トーマス教会の礼拝に出演し、800年にわたる合唱の伝統が守られている。

#### 管弦楽団

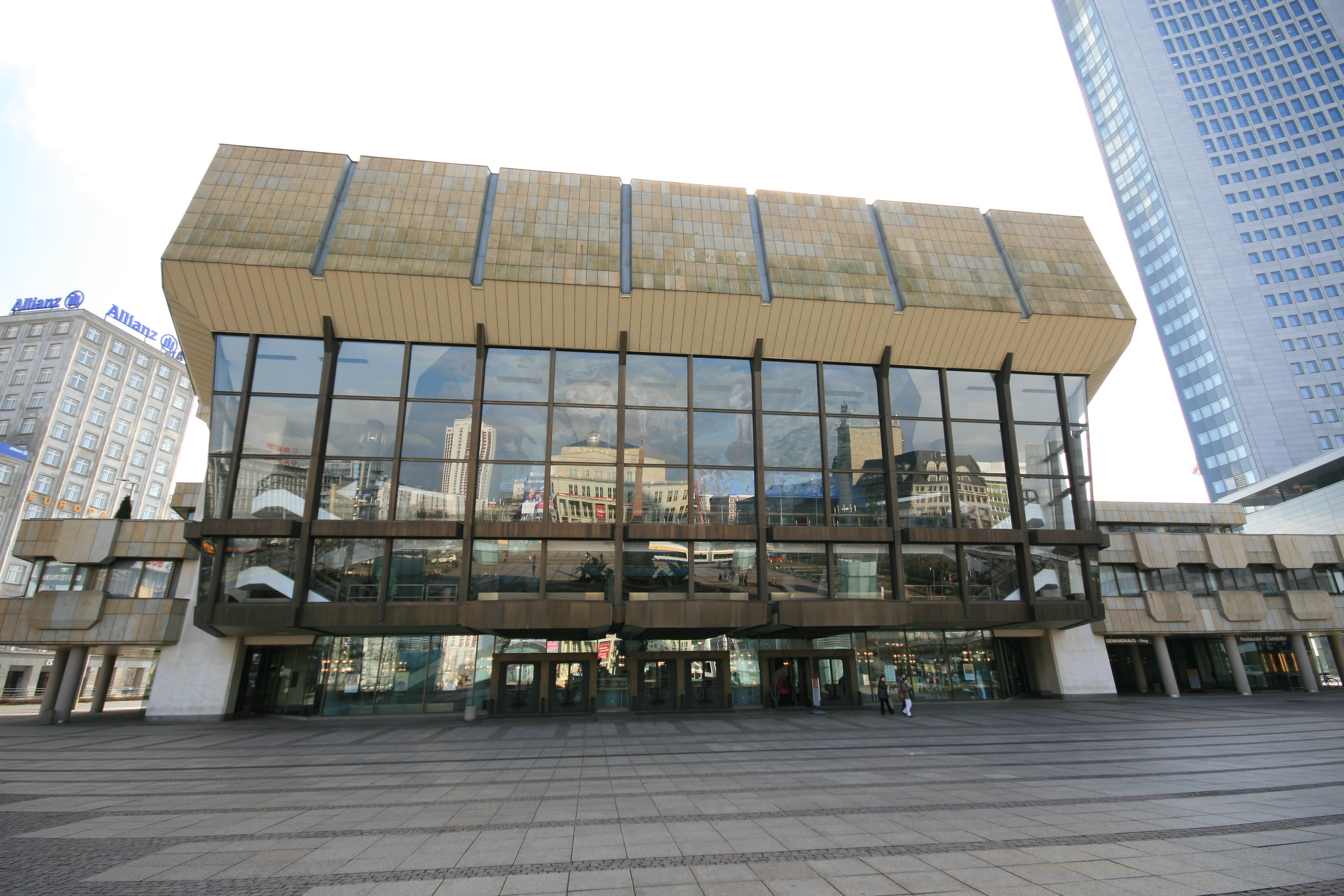
ゲヴァントハウス・コンサートホール

ライプツィヒ・ゲヴァントハウス管弦楽団は、18世紀に市民の音楽文化が栄えるなか、市民階級による自主経営団体として1743年に発足した世界初の民間オーケストラである。フェリックス・メンデルスゾーン・バルトルディやアルトゥル・ニキシュ、ヴィルヘルム・フルトヴェングラー、ブルーノ・ワルター、フランツ・コンヴィチュニーといった著名音楽家が楽長（首席指揮者）を務めた。 ベートーヴェン『ピアノ協奏曲《皇帝》』、シューベルト『交響曲《ザ・グレート》』、シューマン『交響曲《春》』、メンデルスゾーン『ヴァイオリン協奏曲』、ブラームス『ドイツ・レクイエム（全曲）』『ヴァイオリン協奏曲』などの初演を行なったことでも知られる。
同団は通常のオーケストラの倍の人数を持ち、ローテーションでライプツィヒ歌劇場のピットに入るほか、トーマス教会では毎週トーマス教会少年合唱団のカンタータを伴奏する。1809年結成のゲヴァントハウス弦楽四重奏団（世界最古の弦楽四重奏団）も著名。人口10数万の小都市でもカンパニーが完備したオペラハウスを持つことが多いドイツ圏において50万以上の人口を擁する都市で専属オーケストラを持たないライプツィヒ歌劇場は、制度上異色の存在であるが、上記のようにゲヴァントハウス管弦楽団の多人数ローテーションで支えられているため、事実上常設オーケストラを有する歌劇場として運営されている。他にも、ライプツィヒに本拠を置く中部ドイツ放送（MDR）交響楽団や中部ドイツ放送合唱団（それぞれドイツで最初の放送管弦楽団・放送合唱団）も知られている。

#### 歌劇場

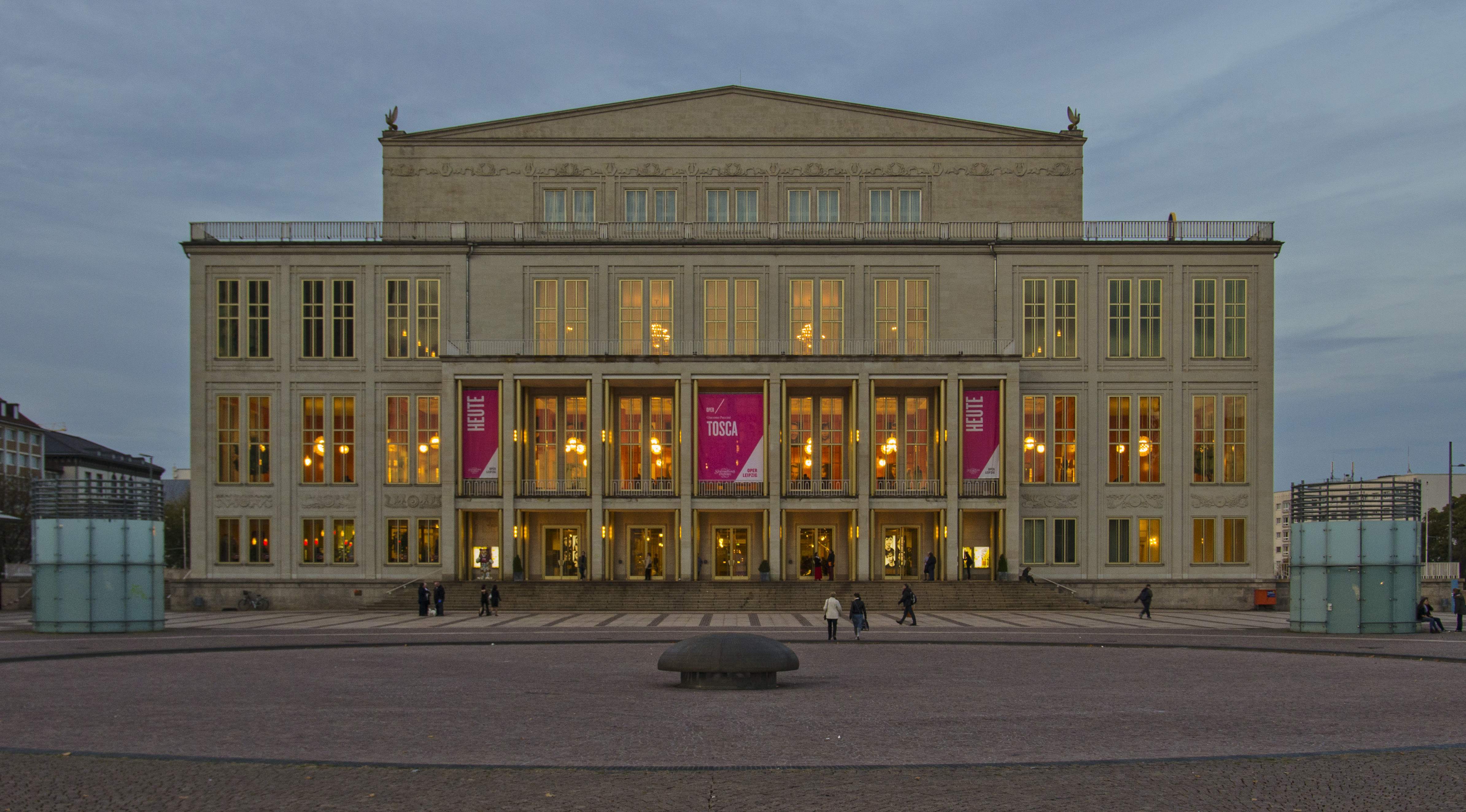
ライプツィヒ歌劇場

上述のライプツィヒ歌劇場は1693年の開場で、ヴェネツィア、ハンブルクに次いでヨーロッパで3番目に古い市民劇場としての歴史を持つ。ワーグナーは1813年にこの地で生まれた。彼が音楽の授業を受けた旧ニコライ学校校舎（Alte Nikolaischule）が現存する。メンデルスゾーンは1843年にドイツ初の音楽高等学校であるライプツィヒ音楽院を創設し、同校における日本人留学生第一号は瀧廉太郎であった。現在はメンデルスゾーン音楽演劇大学として受け継がれている。ドイツを代表する名門ピアノメーカーの一つであるブリュートナーもライプツィヒにて創業した。
その他、バッハがトーマスカントルの契約書に署名した旧市庁舎（Altes Rathaus）や、ドイツ最古のコーヒー店で様々な音楽家が訪れたカフェ・バウム、メンデルスゾーン旧宅（Mendelssohn-Haus）、シューマン旧宅（Schumann-Haus）、世界屈指のコレクションを有するグラッシィ楽器博物館（Grassimuseum für Musikinstrumente）などが市内に点在し、これらの音楽史跡を繋いだ「ライプツィヒ音楽軌道（Leipziger Notenspur）」という街路を世界遺産に登録するための整備事業が開始されている。毎年初夏に行われるバッハ音楽祭は世界的に重要な音楽行事の一つに数えられる。

### 見本市

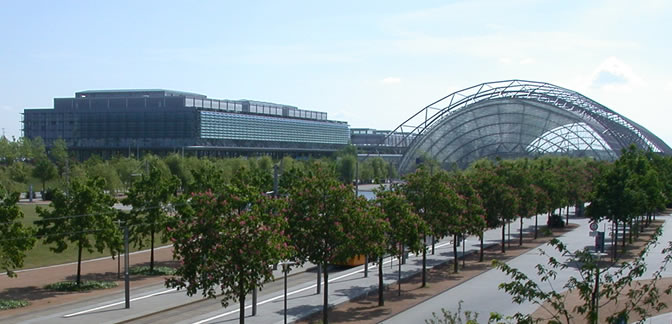
ライプツィヒ・メッセ （現在の見本市会場）

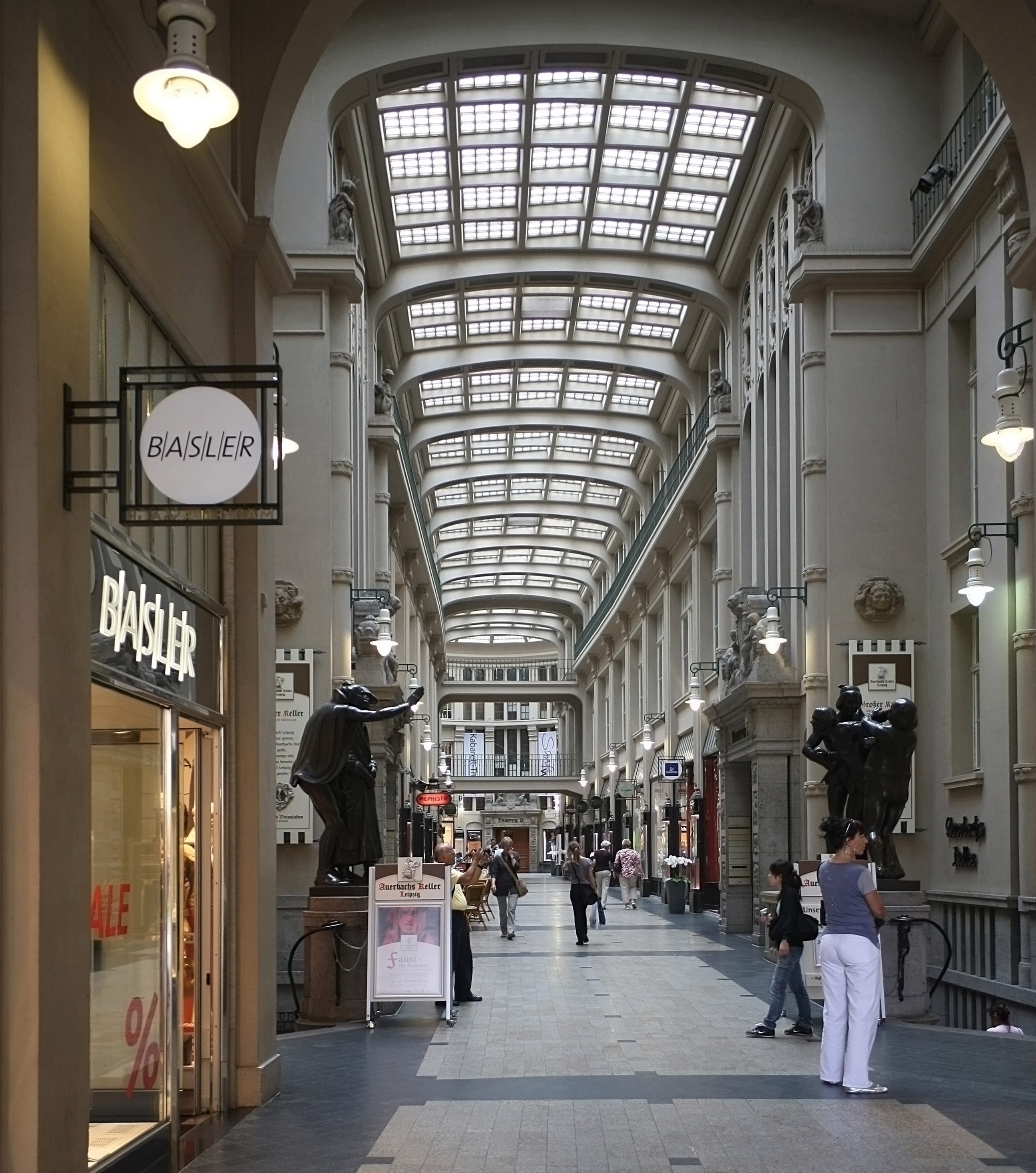
メードラー・パッサージュ街　（ミラノのガッレリアがモデル）

ライプツィヒは世界有数の見本市の街としても知られる。15世紀以降のドイツや中欧では、商都としての経済的発展のもとで「メッセ（Messe）」と呼ばれる大規模な定期市が開かれた。神聖ローマ皇帝のマクシミリアン1世 はメッセを保護し、これによってライプツィヒは神聖ローマ帝国内初の帝国市「ライプツィヒ・メッセ」の街として経済的優位を確立する。
当時のメッセは商品を直接売買する現物市であった。数世紀にわたる交易を通して諸国から最新の知識や技術などがもたらされ、ライプツィヒの国際的な繁栄を支えた。ドイツにおいてライプツィヒとフランクフルトがメッセの2大都市として知られ、16世紀からはライプツィヒのメッセがフランクフルトを上回った。その原因としては、周辺地域での工業の発達、移民の受け入れ、内陸の通商路の重要性の高まり、ザクセンにおける手工業の発展などがあげられる。
19世紀には、メッセという語は見本市も指すようになった。近代に入ると、これまでの現物市に代わり商品見本の展示を主とする世界初の「見本市」が1895年に当地で開催され、これによってライプツィヒは見本市の街として世界的に知られるようになる。「メッセ」という語は以降「見本市」を表すこととなった。マイセン磁器やシュタイフ社のテディベアなども、ライプツィヒ・メッセを通して世界へと紹介された。中心街には世界で初めて建設された見本市開催施設である市立商館（Städtisches Kaufhaus）、メードラー・パッサージュ街（Mädler Passage）に代表される戦前の壮麗な見本市商館が残り、国際見本市都市の栄華を物語る。現在の見本市会場は東西ドイツ統一後に市街北部に新設されたものである。

### 書籍
ライプツィヒは書籍・印刷の街としても世界有数の歴史を有す。ヨーロッパ屈指の商都として様々な物品が取引されたなか、重要な位置を占めたのが書籍である。15世紀末までは、地域外の印刷業者や書籍商により印刷物が持ち込まれていたが、1481年、ライプツィヒでも本の印刷が開始される。1530年までに1300種類もの本が出版された。1594年からは書籍市のカタログまで出版されるようになり、1650年には世界初の日刊紙がライプツィヒに登場する。
ザクセン選帝侯領では神聖ローマ帝国の他の地域に比べて検閲や出版統制が緩かったことから、ドイツ各地の出版業者もライプツィヒに集まってきた。特に、17世紀までの出版の中心地であったフランクフルト・アム・マインには、神聖ローマ帝国が反カトリック的書物に対する検閲機関（Kaiserliche Bücherkommission）を置き、出版への統制を強めたため、統制を嫌った出版業者はフランクフルトからライプツィヒへと続々と移転した。18世紀の啓蒙時代にはライプツィヒがドイツ語圏の出版の中心地となり、ライプツィヒ書籍市（Leipziger Buchmesse）がフランクフルト書籍市からヨーロッパの書籍取引の中心の地位を奪った。
ライプツィヒでは次々と新しい印刷所と出版社が設立され、岩波文庫を作る際に手本にしたとされるレクラム文庫、当地の音楽文化とも影響し合って世界で最初の音楽出版社ブライトコプフ、そしてペータースなどがここで生まれた。1834年にはシューマンによって『音楽新報』が創刊された。1912年にはドイツ帝国の中央図書館であるドイツ国立図書館も設立され、現在もドイツにおける書物研究の中心地となっている。毎年3月開催の書籍見本市もライプツィヒに欠かせない重要な行事である。

### 美術
当地における印刷工芸の発達、そして商人たちによる美術品の収集・芸術活動の促進によって、市民による膨大な美術コレクションが形成されていった。これらは現在ライプツィヒ造形美術館やグラッシィ工芸美術館（Grassimuseum für Angewandte Kunst）に収められている。1764年には美術院も創設され、若きゲーテはライプツィヒ大学に通う傍ら、ここで美術の手ほどきを受けた。美術院の後身である視覚装丁芸術大学（Hochschule für Grafik und Buchkunst）は現在もドイツ有数の美術学校として美術界をリードしている。
東ドイツ時代には社会主義政権を暗に批判する絵画の一派「ライプツィヒ派（Leipziger Schule）」が民衆に大きな影響を与え、ライプツィヒから反体制の市民蜂起が起きる一つの遠因となった。現在は画家ネオ・ラオホ（Neo Rauch, 1960～）に代表されるこの伝統を受け継いだ「新ライプツィヒ派（Neue Leipziger Schule）」が隆盛を迎えている。市街西部には多くの現代芸術家たちが居を構える旧紡績工場シュピネライがある。書籍印刷の歴史と相まってグラフィック・アートも盛んである。

### スポーツ
ライプツィヒは近代以降、体操をはじめとする各種スポーツの活動が盛んとなり、ドイツサッカー連盟（DFB）も1900年に当地で設立された。東ドイツ時代には国立のスポーツ選手・指導者養成機関としてドイツ身体文化大学が創設され、国家の威信を懸けてオリンピック選手たちが育成された。同校は現在ライプツィヒ大学体育学部となっている。市内を代表する競技場としてレッドブル・アレナ（ツェントラール・シュタディオン/中央競技場）がある。
中央競技場は元々1950年代に「東ドイツ体操スポーツ祭」のために建設された。2006 FIFAワールドカップ・ドイツ大会では組み合わせ抽選会の開催都市となったほか、中央競技場の基壇の上に新たなスタジアムが建設され、旧東ドイツの都市として唯一試合が開催された（ベルリン・オリンピアシュタディオンは旧西ベルリン側に存在する）。

#### サッカー
ライプツィヒにはかつてオーバーリーガ（5部）に所属するサッカーチームの、FCザクセン・ライプツィヒ（ドイツ語: FC Sachsen Leipzig）が存在していたが2011年にクラブは解散した。アルフレート･クンツェ･シュポルトパルクをホームスタジアムとしていた。同チームの解散後は、同じく当地のクラブであるRBライプツィヒが本拠地として使用している。
RBライプツィヒは2009年に創設され、レッドブル・アレナをホームスタジアムとしている。クラブのオーナーは、エナジードリンクでも知られるレッドブルである。2021-22シーズンには、クラブ初の主要タイトルとなるDFBポカールを制覇した。
1900年代初頭に活動していた1.FCロコモティヴェ・ライプツィヒはドイツ・サッカー選手権を3度制した古豪クラブとしても知られている。

## 姉妹都市
ライプツィヒは以下の姉妹都市を有している：

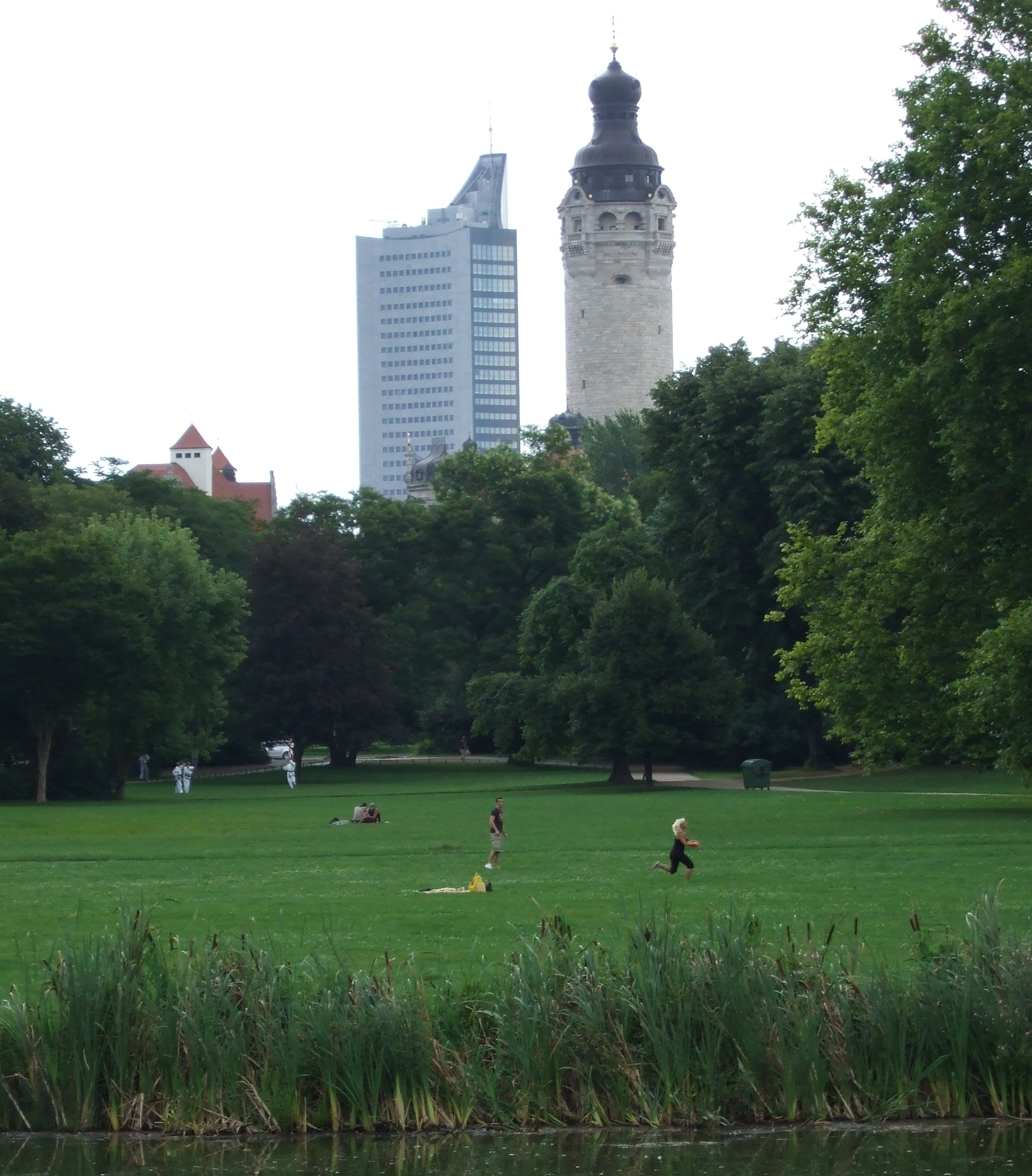
ヨハンナ公園 （新市庁舎の塔とシティー・ビルを望む）

- キエフ（ウクライナ）　1961年、1992年再提携
- ボローニャ（イタリア）　1962年、1997年再提携
- クラクフ（ポーランド）　1973年、1995年再提携
- ブルノ（チェコ）　1973年、1999年再提携
- リヨン（フランス）　1981年
- テッサロニキ（ギリシャ）　1984年
- ハノーファー（ドイツ）　1987年
- 南京（中国）　1988年
- フランクフルト・アム・マイン（ドイツ）　1990年
- バーミンガム（イングランド）　1992年　バーミンガム姉妹都市説明サイト
- ヒューストン（アメリカ合衆国テキサス州）　1993年
- トラヴニク（ボスニア・ヘルツェゴビナ）　2003年
- アディスアベバ（エチオピア）　2004年
- ヘルツリーヤ（イスラエル）　2011年
- ホーチミン市（ベトナム）　2021年

## ゆかりの著名人
出身者

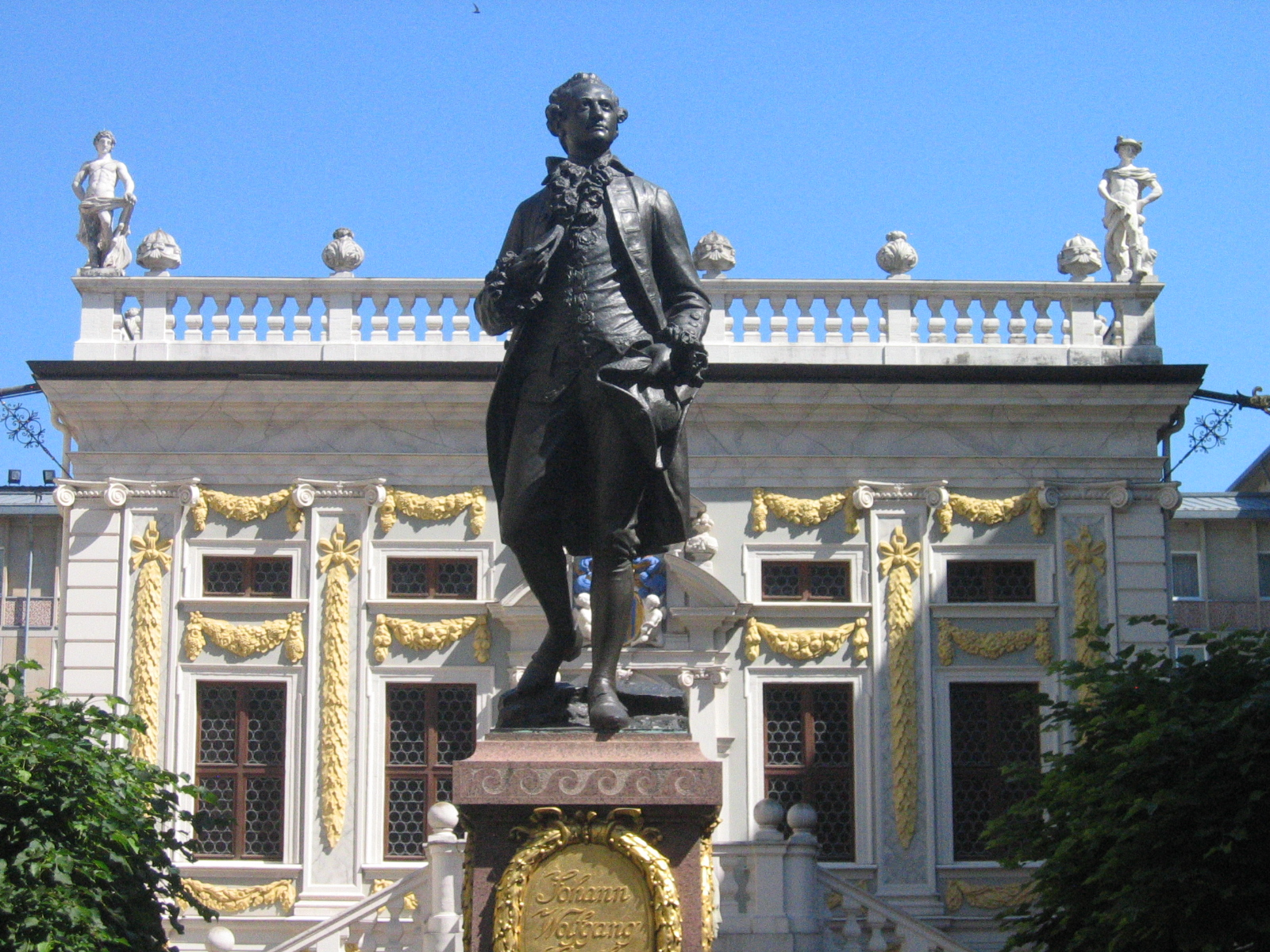
旧交易会館前のゲーテ像

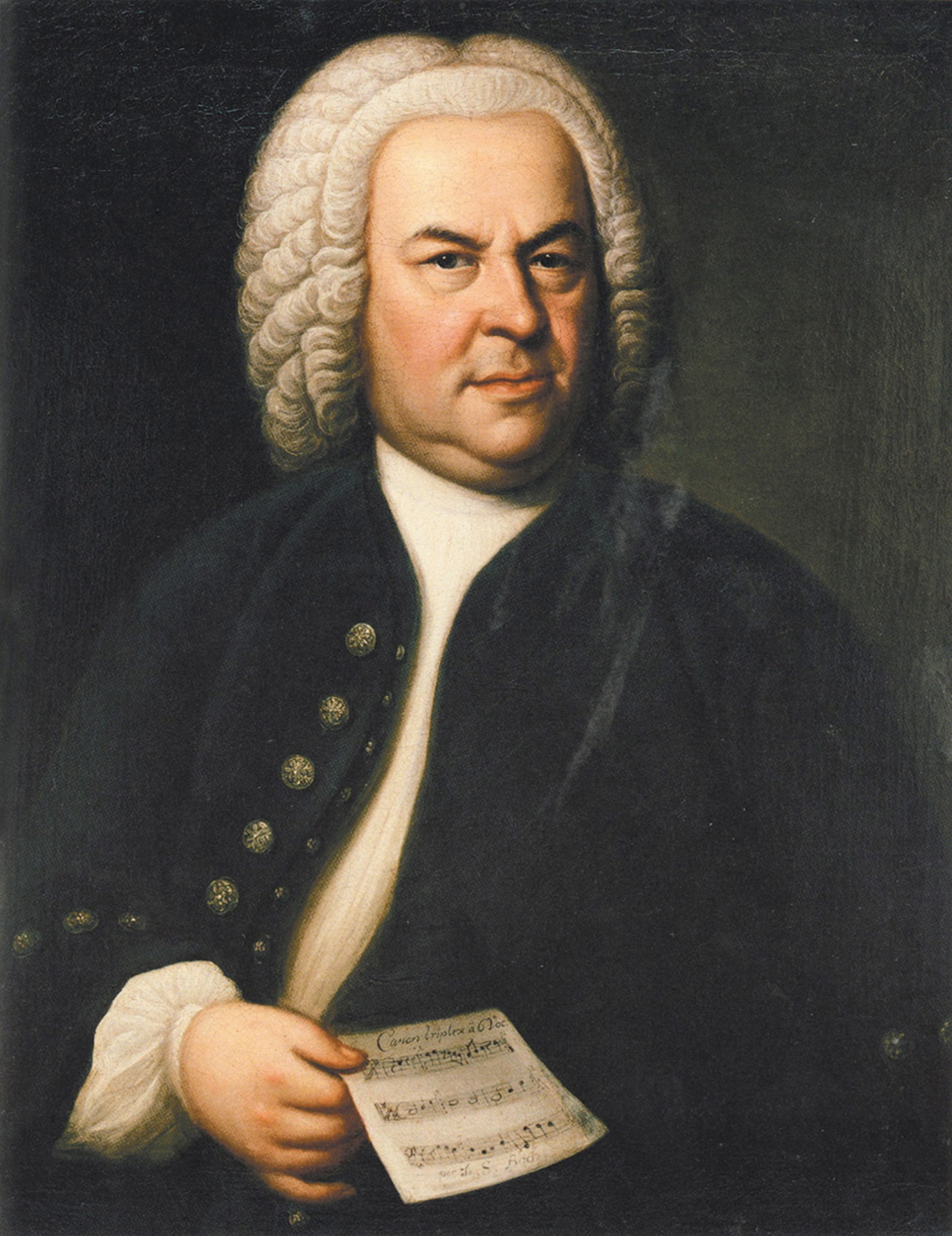
著名なバッハの肖像画（原物は旧市庁舎に掲げられている）

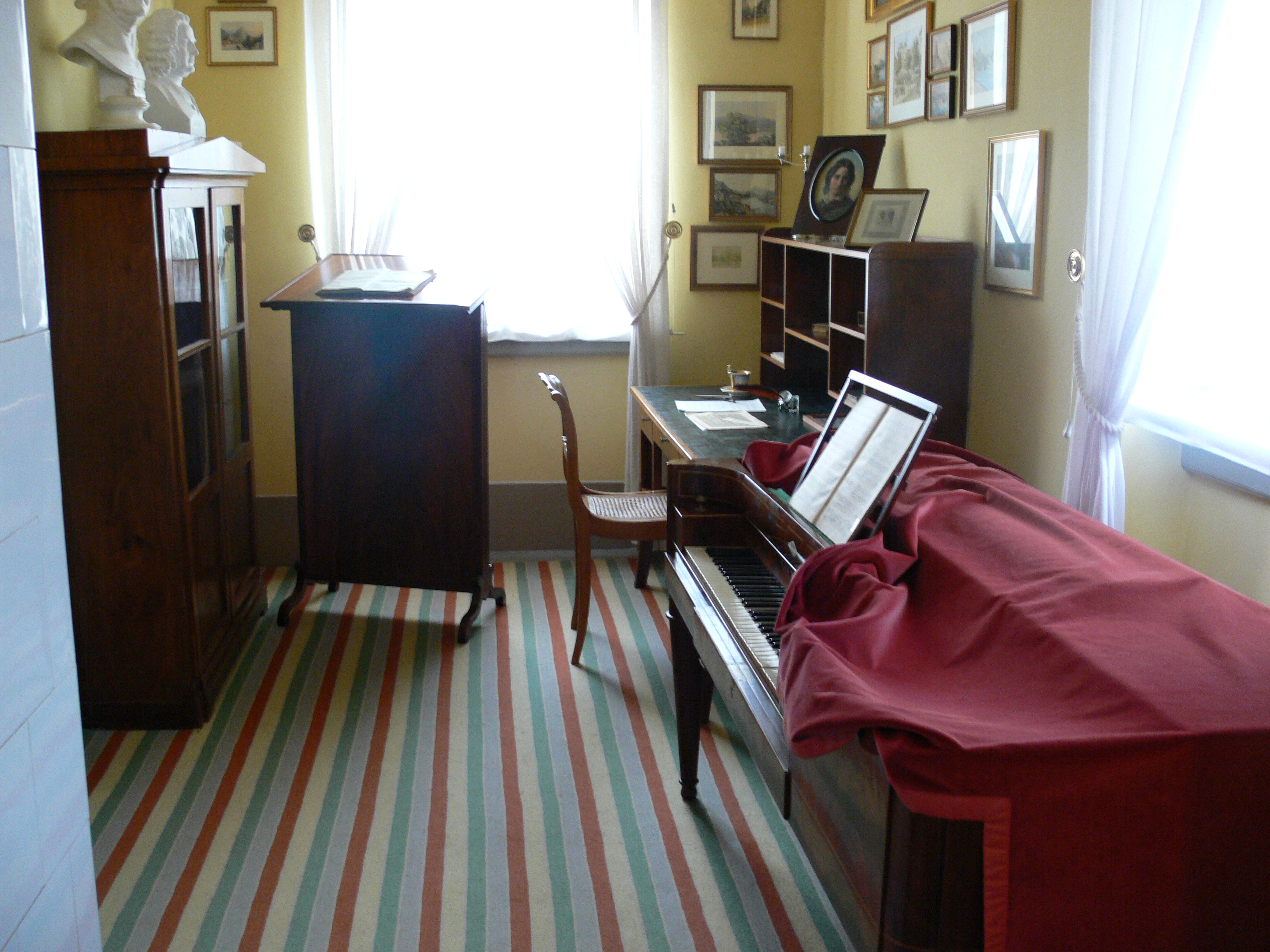
メンデルスゾーン旧宅

- カスパル・シャムベルゲル　外科医（江戸初期の日本に西洋医学を伝えた日独交流最初期の人物）
- ゴットフリート・ライプニッツ　哲学者・数学者
- カール・グスタフ・カルス　哲学者・画家
- リヒャルト・ワーグナー　作曲家
- クララ・シューマン　ピアニスト
- マックス・クリンガー　画家・版画家・彫刻家
- ヴィルヘルム・バックハウス　ピアニスト
- ヴァルター・ウルブリヒト　共産主義者・政治家（東ドイツ初代国家元首）
- ヤン・チヒョルト　タイポグラファー・カリグラファー
- カトリン・ドーレ　陸上競技（マラソン）選手
- ティル・リンデマン　ラムシュタインのヴォーカリスト
- トビアス・キュンツェル、ゼバスティアン・クルムビーゲル　ディー・プリンツェンのメンバー
- クリスティン・オットー　競泳選手
- ウド・クエルマルツ　柔道選手
- イルケ・ヴィルダ　陸上競技（円盤投げ）選手
- レネー・アードラー　サッカー選手
- ビル・カウリッツ、トム・カウリッツ　トキオ・ホテルのメンバー
- 木村昴　声優・俳優（父がドイツ人、母が日本人）

ライプツィヒ大学に学んだ人物（詳しくはライプツィヒ大学参照）
- ゲオルク・フィリップ・テレマン　作曲家
- カール・フィリップ・エマヌエル・バッハ　作曲家
- ゴットホルト・エフライム・レッシング　劇作家
- ヨハン・ヴォルフガング・フォン・ゲーテ　作家
- ロベルト・シューマン　作曲家
- フリードリヒ・ニーチェ　哲学者
- エルヴィン・フォン・ベルツ　医学者・『ベルツの日記』で知られるお雇い外国人
- 森鷗外　作家・軍医総監
- フェルディナン・ド・ソシュール　言語学者
- 蔡元培　教育家
- エーリヒ・ケストナー　作家
- 朝永振一郎　ノーベル賞物理学者
- アンゲラ・メルケル　元・ドイツ首相

ライプツィヒ音楽院（メンデルスゾーン音楽演劇大学）に学んだ人物
- アーサー・サリヴァン　作曲家
- エドヴァルド・グリーグ　作曲家
- レオシュ・ヤナーチェク　作曲家
- フレデリック・ディーリアス　作曲家
- 瀧廉太郎　作曲家
- 齋藤秀雄　チェリスト・指揮者
- ロージャ・ミクローシュ　作曲家
- ゲルハルト・ボッセ　ヴァイオリニスト・指揮者
- カール・リヒター　指揮者・オルガニスト・チェンバリスト（音楽院卒業後、トーマス教会オルガニスト）
- フランツ・コンヴィチュニー 指揮者 ゲヴァントハウス管弦楽団楽長
- クルト・マズア　ゲヴァントハウス管弦楽団楽長
- ゲオルク・クリストフ・ビラー　元トーマスカントル

その他
- ヨハン・ゼバスティアン・バッハ　トーマスカントル（その息子たち、ヨハン・クリストフ・フリードリヒとヨハン・クリスティアンはライプツィヒ生まれ）
- フリードリヒ・シラー　1785年、当地で『歓喜に寄す』を創作。
- フェリックス・メンデルスゾーン・バルトルディ　ゲヴァントハウス管弦楽団楽長・ライプツィヒ音楽院長
- ユリウス・ブリュートナー　ピアノ製造技師（ブリュートナー創業者）
- ヴィルヘルム・ヴント　ライプツィヒ大学に世界初の心理学実験室を開設。
- オスカル・ケルネル　農芸化学者・「ケルネル田圃」で知られるお雇い外国人
- グスタフ・マーラー　ライプツィヒ歌劇場音楽監督
- マックス・レーガー　ライプツィヒ音楽院教授・ライプツィヒ大学音楽監督
- ヘルベルト・ブロムシュテット　ゲヴァントハウス管弦楽団楽長
- リッカルド・シャイー　現・ゲヴァントハウス管弦楽団楽長
- 準・メルクル　中部ドイツ放送（MDR）交響楽団音楽監督
- ウルフ・シルマー　現・ライプツィヒ歌劇場音楽監督
- クリスチャン・ヤルヴィ　現・中部ドイツ放送（MDR）交響楽団音楽監督
- 小西健司　ライプツィヒに在住中